# Urban III
Urban III (łac. Urbanus III, właśc. Umberto Crivelli; ur. ok. 1120 w Mediolanie, zm. 20 października 1187 w Ferrarze) – arcybiskup Mediolanu (1185–1187) i papież od 25 listopada 1185 do 20 października 1187.

## Życiorys
Umberto Criveli urodził się w arystokratycznej rodzinie mediolańskiej, która znacznie ucierpiała w wyniku złupienia Mediolanu przez cesarza Fryderyka I Barbarossę w 1162 roku. Umberto udał się wówczas na wygnanie do Francji, gdzie został archidiakonem w Bourges. W tym czasie zaprzyjaźnił się z Tomaszem Becketem. Później powrócił do Mediolanu, gdzie został archidiakonem miejscowej kapituły (udokumentowany na tym urzędzie 1181–1182).
W grudniu 1182 roku papież Lucjusz III mianował go kardynałem-prezbiterem San Lorenzo in Damaso. Rok później Uberto działał jako legat papieski w Lombardii i biskup elekt Vercelli. 9 stycznia 1185 promowano go na urząd arcybiskupa Mediolanu, zachował jednak godność kardynalską. Podpisywał bulle papieskie między 2 stycznia 1183 a 11 listopada 1185. 25 listopada 1185 został wybrany w Weronie na nowego papieża po śmierci Lucjusza. Koronowano go 1 grudnia 1185.

## Pontyfikat
Początkowo papież szukał porozumienia z cesarzem Fryderykiem; zapowiedział, że nie konsekruje antycesarskiego kandydata na arcybiskupa Trewiru oraz wysłał przedstawicieli na ślub cesarskiego syna Henryka VI z Konstancją, dziedziczką tronu Sycylii. Niebawem doszło jednak do zerwania stosunków z cesarzem – papież odmówił koronacji Henryka na współcesarza, popadł w konflikt z cesarzem odnośnie do zawłaszczania dóbr po zmarłych duchownych, nie zaakceptował także ostatecznie nominata cesarskiego na arcybiskupstwo Trewiru i powołał własnego arcybiskupa. W odpowiedzi cesarz Fryderyk polecił synowi zajęcie zbrojne Państwa Kościelnego i odcięcie papieża od świata w Weronie razem z kurią. Urban w odpowiedzi wsparł nieudany bunt antycesarski w Cremonie, następnie wahał się i czasowo szukał porozumienia. Nie doszło jednak do zgody i Urban podjął decyzję o ekskomunice cesarza. Na wieść o tym popierające cesarza władze Werony nakazały papieżowi opuścić miasto; wyjechał on do Ferrary, w drodze zachorował i niebawem zmarł; pochowano go w tamtejszej katedrze. Podobno jego śmierć przyspieszyła wiadomość o klęsce krzyżowców w bitwie pod Hittinem.